# Medusa (Six Flags Great Adventure)

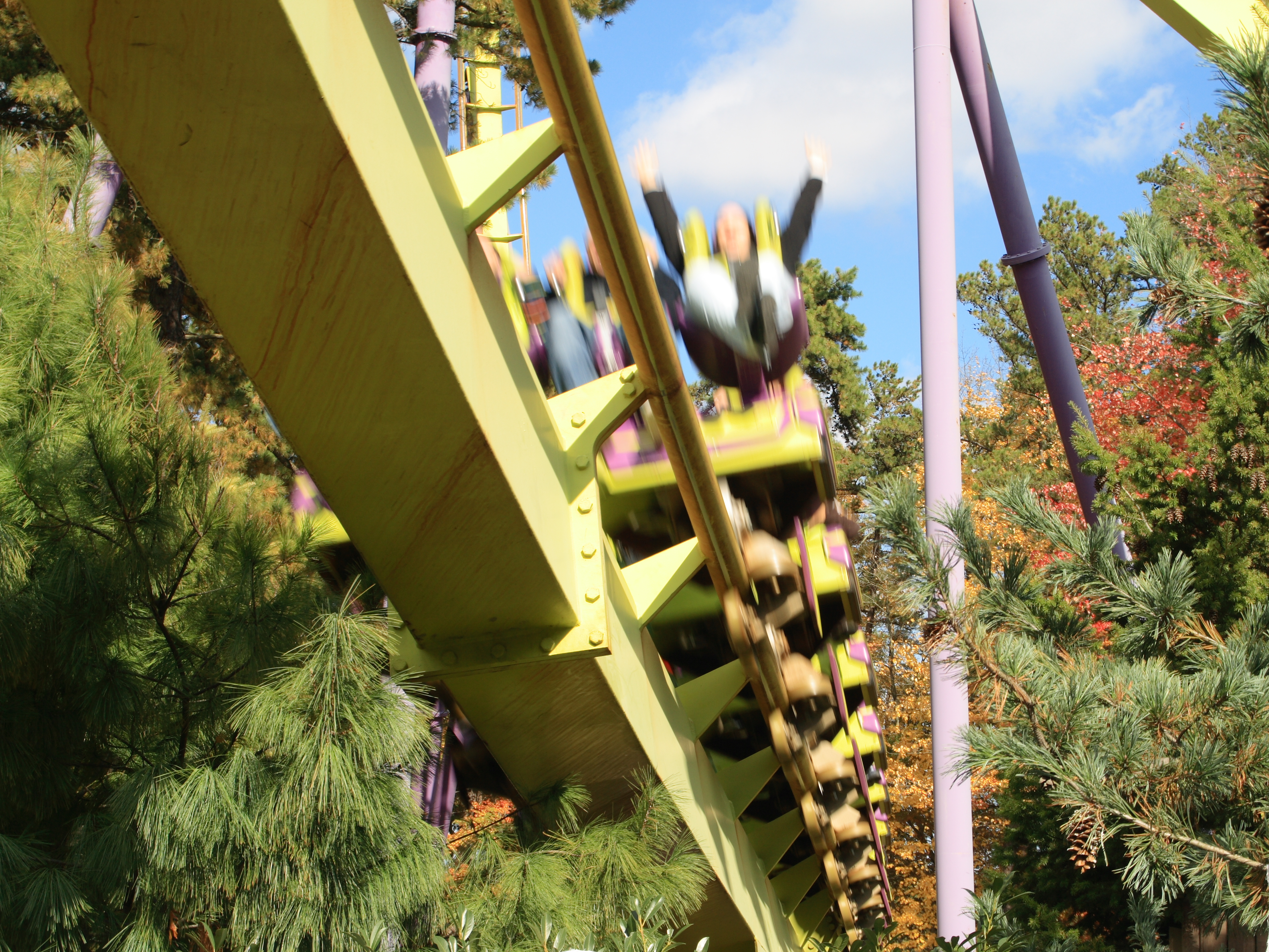
Een trein van Bizarro

Medusa (tot 2021 Bizzaro) is een stalen vloerloze achtbaan in Six Flags Great Adventure.

## Algemene informatie
De achtbaan is in 1999 gebouwd door Bolliger & Mabillard en is de eerste vloerloze achtbaan ter wereld. De achtbaan heeft zeven inversies waaronder twee loopings en een aantal kurkentrekkers. Bizarro heeft drie treinen met elk 8 karretjes waarin 4 mensen kunnen plaatsnemen. Dit brengt het aantal personen per rit op 32 personen per trein. Medusa's baan had tot 2009 een Lime groene kleur met paarse ondersteuningen. Tijdens het winterseizoen 2008 - 2009 is de achtbaan hernoemd naar de schurk Bizarro. Hierbij is de baan blauw geverfd en de ondersteuningen paars. Ook zijn er nieuwe treinen met audio effecten toegevoegd aan de achtbaan.